# Wanderwellenmotor
Wanderwellenmotoren sind Kleinmotoren, die zumeist den piezoelektrischen Effekt zur Erzeugung von Bewegung nutzen. Wanderwellenmotoren haben vor allem durch ihren Einsatz in Kameraobjektiven größere Bekanntheit erreicht. Die Bewegung wird durch hochfrequente Schwingungen erzeugt. Da deren Frequenz zumeist im nicht hörbaren Ultraschall-Bereich liegt, sind Wanderwellenmotoren auch als Ultraschallmotoren bekannt. Auch andere Arten piezoelektrischer Motoren arbeiten mit Ultraschallschwingungen.

## Funktionsweise
Wanderwellenmotoren bestehen aus einem feststehenden Teil, dem Stator, und einem beweglichen Teil, dem Rotor. Im Stator befinden sich mindestens zwei piezoelektrische Wandler, die angelegte Wechselspannung in mechanische Schwingungen umwandeln. Wenn die Wandler mit phasenversetzten Spannungen betrieben werden, entsteht eine Wanderwelle auf dem Stator. Diese versetzt über den Reibkontakt zwischen Stator und Rotor letzteren in Bewegung. Um hohe Schwingungsamplituden und damit Geschwindigkeiten zu erreichen, wird der Stator üblicherweise in Resonanz betrieben.
Lineare Motoren können dasselbe Funktionsprinzip nutzen. Jedoch ist es deutlich aufwendiger, eine Wanderwelle in einem linearen Stator zu erzeugen, weshalb lineare Wanderwellenmotoren bisher nicht kommerziell verfügbar sind.

## Vorteile und Nachteile
Die wesentlichen Vorteile der Ultraschallmotoren sind die hohe Dynamik, die genaue Positionierungsmöglichkeit und die geringere Geräuschbelastung im hörbaren Bereich des Menschen. Weiterhin gibt es bei diesen Arten von Motoren kein Magnetfeld.
Als wesentlichen Nachteil besitzen die Ultraschallmotoren die etwas größere Geräuschbelastung im hörbaren Bereich verschiedener Tierarten. Dies kann sich beispielsweise bei der Tierfotografie negativ auswirken.

## Anwendungen

### Uhrenantriebe
Wanderwellenmotoren können aufgrund ihrer Baugröße als Uhrenantriebe (z. B. bei Seiko) eingesetzt werden.

### Objektive

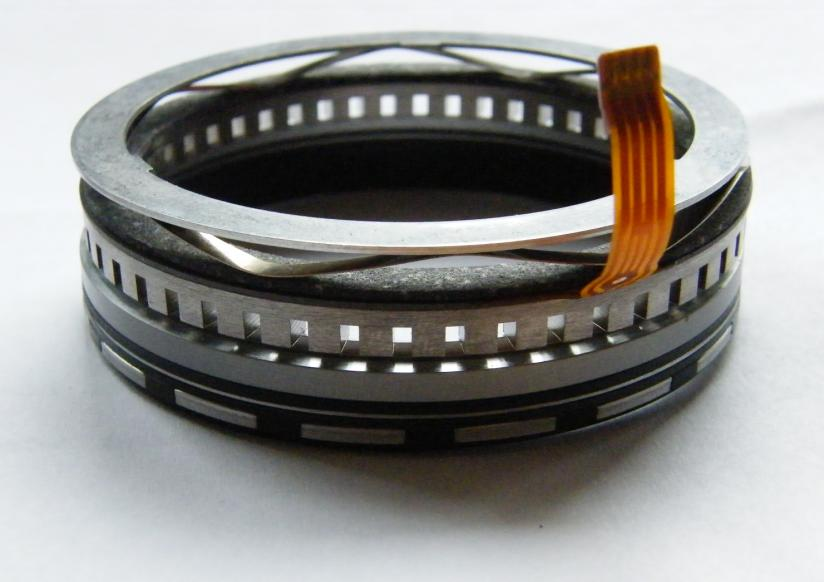
Ultraschall-Wanderwellenmotor aus einem Autofokus-Objektiv

Wanderwellenmotoren können bei Objektiven zur Objektivautofokussierung eingesetzt werden. Beim Einsatz der Wanderwellenmotoren bei Objektiven wird zwischen ringförmigen Ultraschallmotoren und Micro-Ultraschallmotoren unterschieden.

#### Vorteile eines ringförmigen Ultraschallmotors
- Ringförmige Wanderwellenmotoren ermöglichen ein nahezu geräuschloses Fokussieren, während beim Micro-Ultraschallmotor wegen des Getriebes Betriebsgeräusche hörbar sind.

- Ringförmige Wanderwellenmotoren liegen platzsparend konzentrisch um das Objektiv, stören den Strahlengang nicht und sind genau da, wo der Benutzer seine Hand zur manuellen Fokussierung nutzen würde. Vorhandene Objektivkonstruktionen erfordern so nur geringe Abwandlungen.

- Bei ringförmigen Wanderwellenmotoren kann man in den Fokussiervorgang eingreifen, was einem der Micro-Ultraschallmotor wegen des Untersetzungsgetriebes nicht ermöglicht.

- Das Fokussieren mit einem ringförmigen Wanderwellenmotor erfolgt deutlich schneller als bei einem Micro-Ultraschallmotor, weil „normale“ Motorkonstruktionen –  zumal mit Getriebe – mehr und schneller bewegte drehende Massen haben, die erst beschleunigt und dann wieder gebremst werden müssen.

Ringförmige Wanderwellenmotoren werden aufgrund dieser Vorteile in professionellen Objektiven eingesetzt.

#### Vorteile eines Micro-Ultraschallmotors
- Micro-Ultraschallmotoren sind kompakter als ringförmige Ultraschallmotoren. Daher ist diese Art in kleineren bzw. schmaleren Objektiven zu finden.

#### Bezeichnungen von Ultraschallmotoren der Objektivhersteller
Die Ultraschallmotoren besitzen je nach Objektivhersteller verschiedene Namen:
- Canon: USM (Ultrasonic Motor)
- Nikon: SWM (Silent-Wave-Motor)
- Olympus: SWD (Supersonic Wave Drive)
- Pentax: SDM (Supersonic Dynamic Motor)
- Sigma: HSM (Hyper Sonic Motor)
- SONY: SSM  (Super Sonic Motor)
- Tamron: PZD (PieZo Drive), USD (Ultrasonic Silent Drive)